# Jérôme Le Banner
Jérôme Le Banner (Le Havre, 26 december 1972) is een Franse K-1-vechter. Op vijfjarige leeftijd startte hij met judo, anno 2005 had hij meerdere internationale kampioenschappen op zijn naam staan.
Le Banner vocht tot op heden 92 partijen. Hij won er 74 waarvan 59 op knock-out. Hij verloor 16 keer.

## Titels
- I.S.K.A. World Superheavyweight Muay-Thai Champion
- W.K.N. Muay-Thai Champion
- K-1 Grand Prix '95 Finalist
- K-1 Grand Prix '99 derde plaats
- K-1 World GP 2000 in Nagoya, Osaka Champion
- K-1 World GP 2002 Finalist